# GRS 1915+105

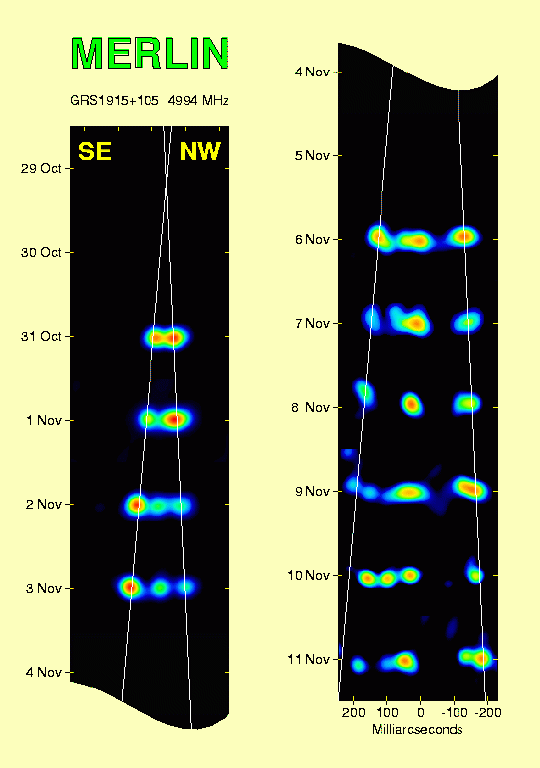
Eine Sequenz des Systems von Merlin über mehrere Tage

GRS 1915+105, auch V1487 Aquilae, ist ein binäres Röntgensternsystem, welches aus einem normalen Stern und einem Schwarzen Loch besteht. Es wurde am 15. August 1992 durch den Satelliten Granat entdeckt.

## Beschreibung
GRS ist die Abkürzung für „GRANAT Source“, „1915“ ist die Rektaszension (19 Stunden und 15 Minuten) und „105“ ist die Deklination in 0,1° (Deklination ist 10,5°). Das System liegt 11.000 Parsec von der Erde entfernt im Sternbild des Adlers (Aquila). GRS 1915+105 ist das schwerste in der Milchstraße entdeckte Schwarze Loch mit der 10- bis 18-fachen Masse der Sonne. Zugleich ist das System ein Mikroquasar und es scheint, dass das Schwarze Loch 1150 Mal pro Sekunde um sich selbst rotiert. 1994 war GRS 1915+105 die erste galaktische Quelle, die entdeckt wurde, bei der scheinbar Material mit Überlichtgeschwindigkeit oder superluminaler Geschwindigkeit genannt, ausgestoßen wird.

## Jets
Beobachtungen mit hochauflösenden Teleskopen wie dem VLA oder dem VLBi zeigen einen Austritt von geladenen Partikeln aus beiden Polen, welche Synchrotronstrahlung emittieren. Studien haben gezeigt, dass die scheinbar überlichtschnelle Bewegung aufgrund des relativistischen Effektes, auch bekannt als Aberration, auftritt, wenn die Geschwindigkeit über 90 % der Lichtgeschwindigkeit liegt.

## Größenregulierung
Wiederholte Beobachtungen durch Chandra über den Zeitraum einer Dekade haben gezeigt, dass es einen „Größenregulierungsmechanismus“ bei GRS 1915+105 gibt. Der Jet wird unregelmäßig durch heißen „Wind“ aus der Akkretionsscheibe unterbrochen.
Der Wind unterdrückt den Transport des Materials. Sobald der Wind abflaut, entstehen die Jets von neuem.